# آوبرن (میشیگان)
اوبرن، میشیگان (به انگلیسی: Auburn, Michigan) یک شهر در ایالات متحده آمریکا با جمعیت ۲٬۰۸۷ نفر است که در میشیگان واقع شده‌است.

## موقعیت جغرافیایی
موقعیت جغرافیایی شهرها و مناطق اطراف به شرح زیر است: